# Sistema Universitario de Luisiana
El Sistema Universitario de Luisiana (en inglés: Louisiana State University System, acrónimo LSU System) es un organismo público que administra el sistema de colegios universitarios y universidades estatales del estado de Luisiana (Estados Unidos). Presupuestariamente, es el sistema universitario público más grande del país. William F. Tate IV es presidente del LSU System y a la par preside la Universidad Estatal de Luisiana. La sede administrativa se encuentra en el Edificio de Administración de la Universidad Estatal de Luisiana en Baton Rouge. El sistema tuvo una dotación de 955 millones en el año 2020. 

## Entidades adheridas al LSU System

### Instituciones
- Universidad Estatal de Luisiana (campus de Baton Rouge; fundada en 1860)
- Louisiana State University Agricultural Center - Baton Rouge (1972)
- Louisiana State University of Alexandria (1960)
- Louisiana State University at Eunice (1967)
- Louisiana State University Shreveport (1967)
- LSU Health Sciences Center New Orleans (1931)
- LSU Health Sciences Center Shreveport (1969)
- Paul M. Hebert Law Center - Baton Rouge (1977)
- Pennington Biomedical Research Center - Baton Rouge

### División de Servicios de Atención Médica de LSU
- Centro Médico Lallie Kemp, Independence (Luisiana).

### Servicio de Extensión Cooperativa
El Sistema LSU tiene presencia en las 64 parroquias de Luisiana a través de su servicio de extensión cooperativa. Este servicio ayuda a agricultores, jardineros y otras empresas a enfrentar algunos de los desafíos ambientales únicos de Luisiana.

### LSU Online
El sistema Universitario Estatal de Luisiana ofrece programas de grado en línea a través de LSU Online. Los títulos en línea se otorgan desde múltiples instituciones del campus.